# Ima Breusing
Fenna Minna Irma „Ima“ Breusing (* 17. Juni 1886 in Berlin; † 17. Januar 1968 ebenda) war eine deutsche Malerin, Zeichnerin und Grafikerin.

## Leben
Ima Breusing wurde am 17. Juni 1886 in Berlin als Kind des Marineoffiziers Alfred Breusing und seiner Frau Martha Fenna Catharine Breusing (geb. Brons) geboren. Sie hatte drei Schwestern und einen Bruder. Ihr Vater wurde in Aurich, ihre Mutter in Emden geboren. Nach eigenen Angaben fühlte sich Ima immer als Ostfriesin. Ab 1908 besuchte sie die Malschule des Vereins der Berliner Künstlerinnen und war dort Schülerin von Aenny Loewenstein. Eigene Angaben, wonach sie auch die Kunstakademien in Berlin und die Akademie der Bildenden Künste München besucht hat, konnten bis dato nicht belegt werden, was aber auch daran liegen könnte, dass Frauen bis zum Frühjahr 1919 nicht offiziell an der Berliner Kunstakademie studieren durften, wohl aber „privat“ bei den Professoren der Akademien. Von 1921 bis 1923 studierte sie bei Johannes Itten am Staatlichen Bauhaus und an der Staatlichen Hochschule für bildende Kunst in Weimar. 1924 zog sie wieder nach Berlin und war fortan als freischaffende Künstlerin tätig. In den Folgejahren unternahm sie mehrere längere Auslandsreisen, die sie nach Italien, Frankreich, Estland und Finnland führten.
Ima Breusing trat 1928 dem Verein der Berliner Künstlerinnen bei, in dessen Vorstand sie seit 1931 wirkte. In der Zeit des Nationalsozialismus war sie obligatorisch Mitglied der Reichskammer der bildenden Künste und beteiligte sich an Ausstellungen. Von 1933 bis 1942 war sie als Lehrerin an der Zeichen- und Malschule des Vereins der Berliner Künstlerinnen tätig und ab 1935 deren Leiterin. Als der Verein in der Zeit des Nationalsozialismus gleichgeschaltet wurde, übernahm sie 1938 den Vorsitz. Im selben Jahr war sie Studiengast in der Deutschen Akademie Rom Villa Massimo. 1943 gab sie ihren Vorsitz im Verein ab und wurde zum Ehrenmitglied ernannt. Nach 1945 unterrichtete sie an ihrer eigenen Malschule in Zehlendorf und verdiente ihr Geld vor allem mit Aufträgen für Kinderporträts. Im Alter lebte sie für mehrere Jahre im Leo-Fürbringer-Stift in Emden. 1968 starb sie in Berlin.

## Schaffen
Ima Breusing arbeitete als Malerin und Grafikerin. Ihr Werk (Aquarelle, Bleistift-, Kohle- und Tuschzeichnungen, Ölmalereien und Lithografien) umfasst Porträts, Kinderbildnisse und Stillleben sowie zahlreiche Landschaftsbilder, die insbesondere die Küstenlandschaft, aber auch Häfen und Schiffe, vorzugsweise im Stil der neuen Sachlichkeit mit konstruktivistischen Anklängen zeigen.
Viele ihrer Arbeiten befinden sich in privatem Besitz, andere sind im Besitz der Berlinischen Galerie, der Kunsthalle zu Kiel sowie des Bauhaus-Archiv, Museum für Gestaltung.

## Sicher belegte Teilnahme an Ausstellungen in der Zeit des Nationalsozialismus
- 1934: Berlin, Preußische Akademie der Künste („Große Berliner Kunstausstellung“)
- 1934: Berlin, Preußische Akademie der Künste („Herbstausstellung“)
- 1939: Berlin („Gastausstellung im Verein Berliner Künstler“)
- 1940: Berlin, Haus des Vereins Berliner Künstler („Gastausstellung des Vereins der Künstlerinnen zu Berlin“)
- 1941: Düsseldorf, Kunsthalle („Die deutsche Malerin und Bildhauerin“)
- 1944: Flensburg, Grenzlandmuseum („Das Schiff“)